# 湖浦駅
湖浦駅（ホポえき）は、大韓民国慶尚南道梁山市にある釜山交通公社2号線の駅である。駅番号は239。
当駅より下り方面は梁山市域となる。当駅 - 甑山間は3.5km離れており、釜山交通公社の路線では最も駅間距離が長い。

## 駅構造
島式ホーム1面2線と単式ホーム1面を擁する地上駅。フルスクリーンタイプのホームドアが設置されている。通常は島式ホームが使用され、上り線側にある単式ホームは使用されていない。

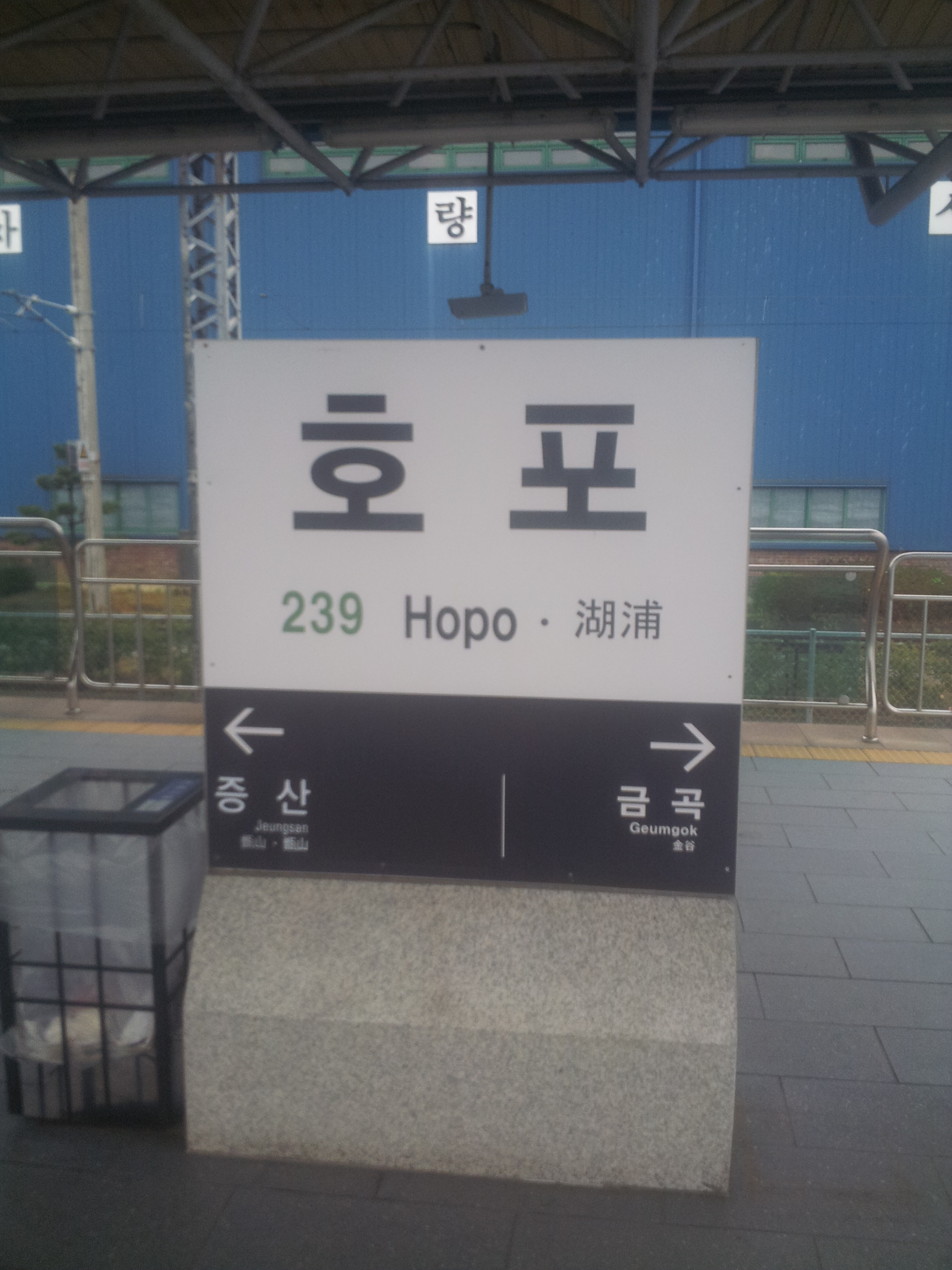
駅名標

### のりば
| 上り | 2号線 | 萇山方面 |
| 下り | 2号線 | 梁山方面 |

## 駅周辺
- 国道35号線（朝鮮語版）

## 歴史
- 1999年6月30日 - 2号線西面 - 当駅間開業時に、終着駅として開業。
  - 当時は釜山交通公団（後に釜山交通公社）で唯一釜山広域市外に存在する駅であった。
- 2008年1月10日 - 2号線が梁山駅まで延伸開業し、途中駅となる。

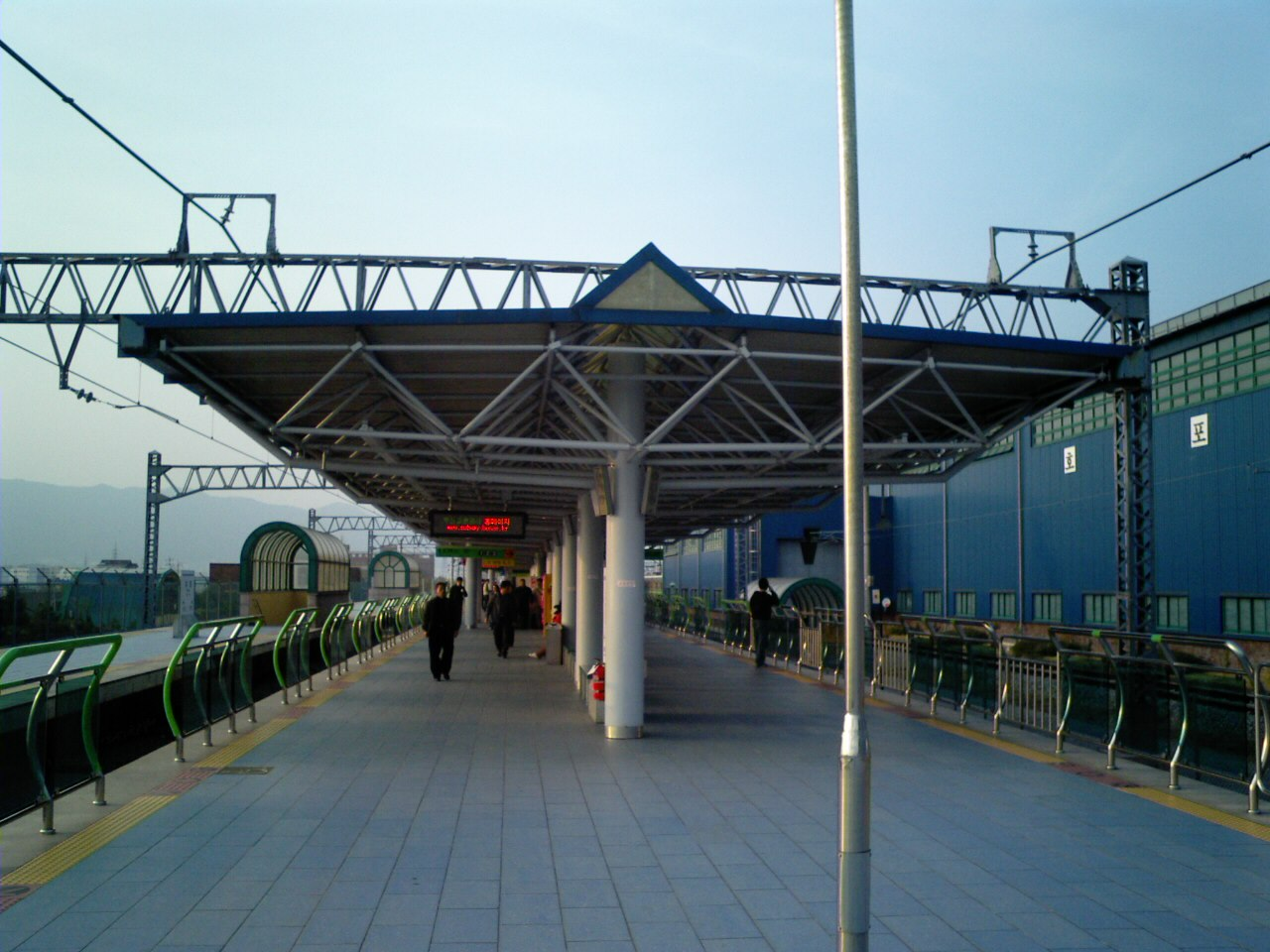
ホームドア設置前（2008年4月）
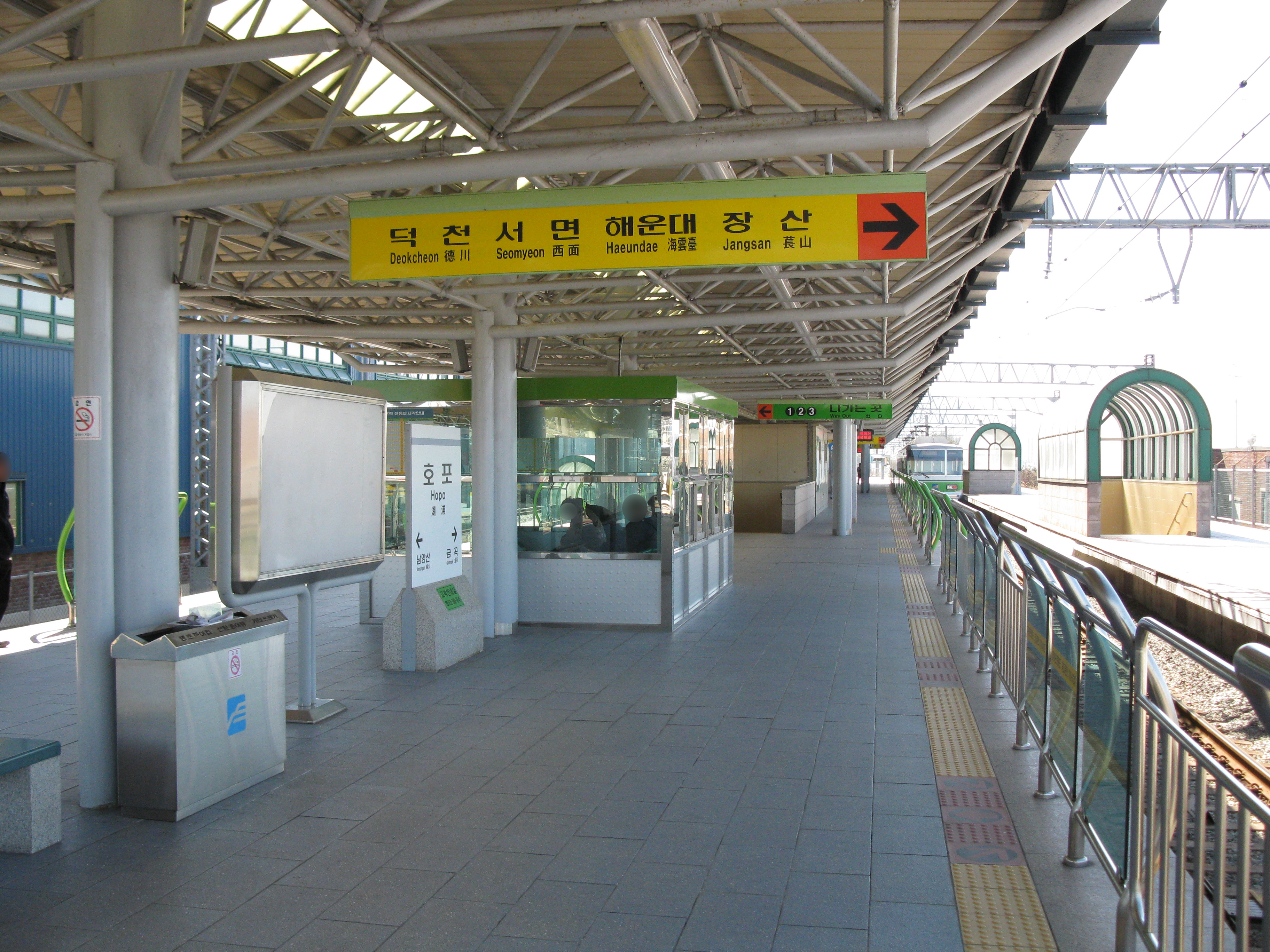
ホームドア設置前の上りホーム（2009年2月）
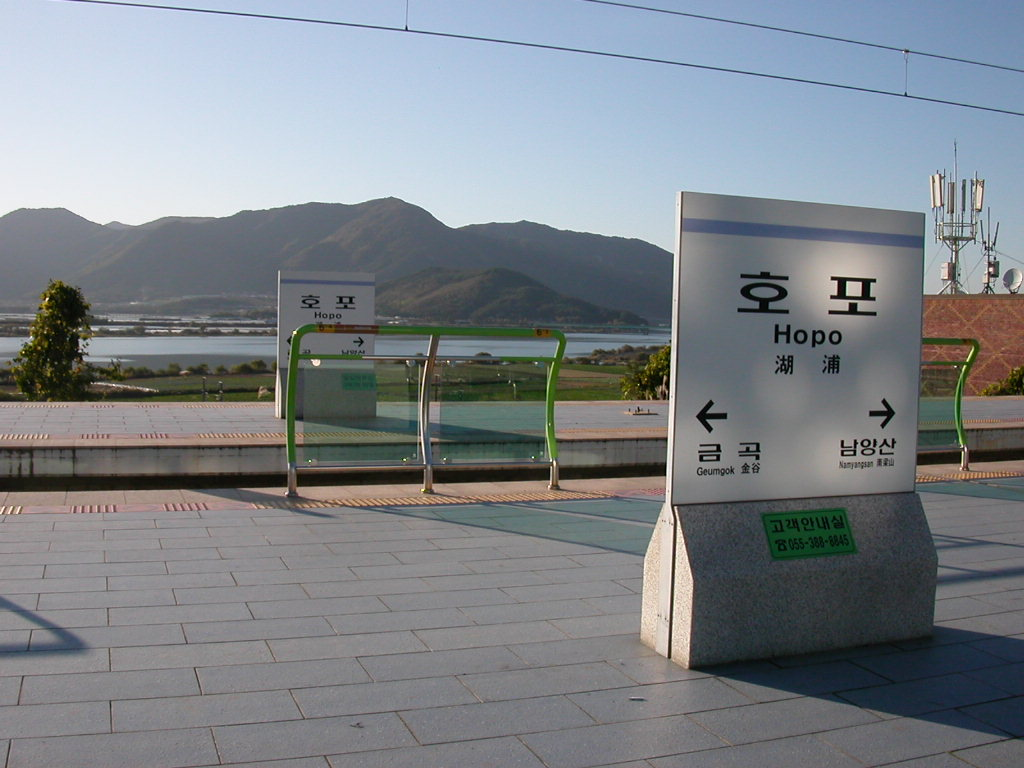
甑山駅・釜山大梁山キャンパス駅開業前の駅名標（2008年1月）
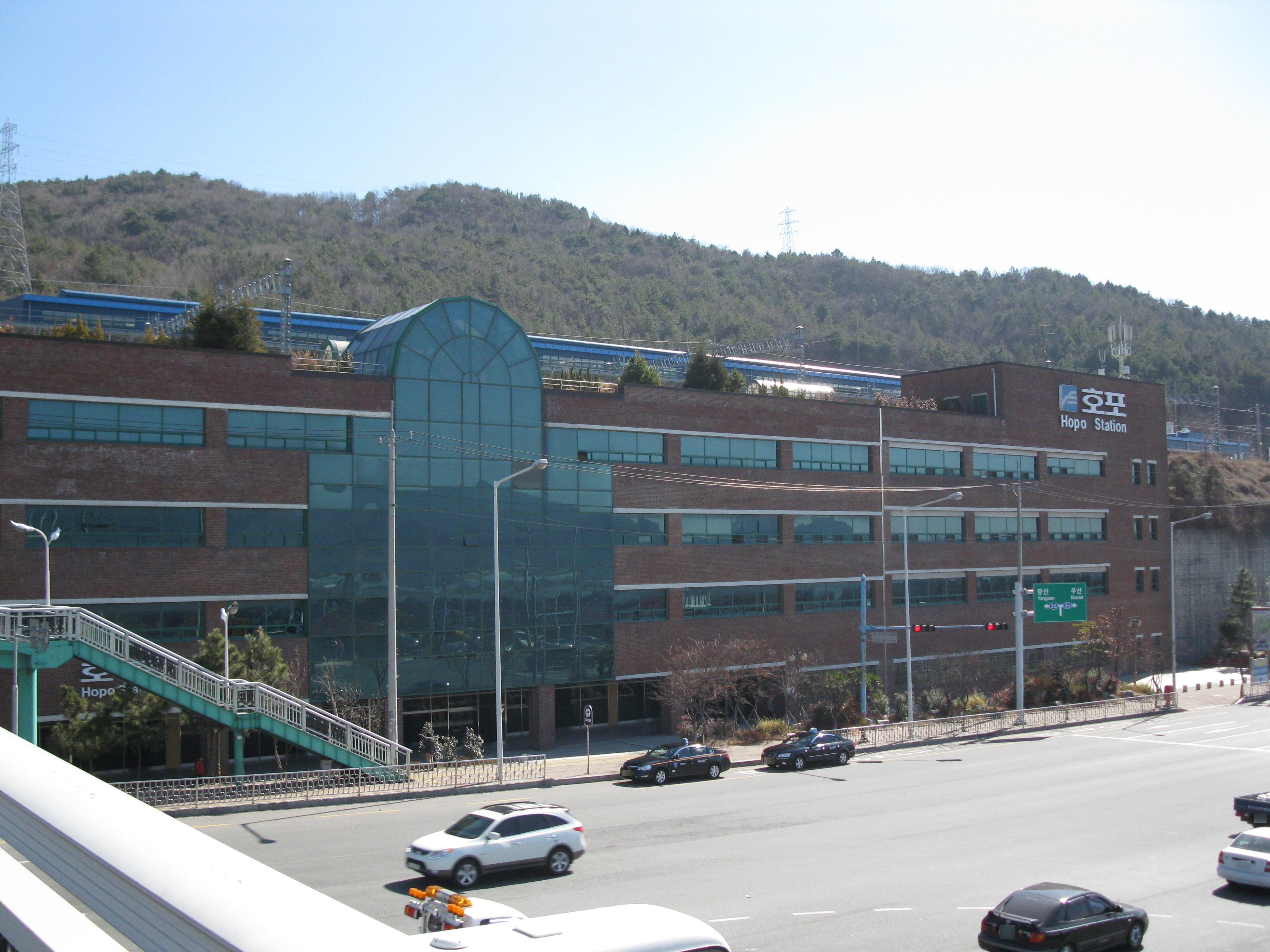
駅舎（2009年2月）

## 隣の駅
釜山交通公社
 2号線
金谷駅 (238) - 湖浦駅 (239) - 甑山駅 (240)